# القاع (يريم)

تعديل مصدري - تعديل

القاع محلة تابعة لقرية سنفان، التابعة لعزلة رعين بمديرية يريم إحدى مديريات محافظة إب في الجمهورية اليمنية.، بلغ تعداد سكانها 99 حسب تعداد اليمن لعام 2004.